# Rosa sous-sect. Caninae
Sous-section
Rosa sous-section Caninae  est l'une des nombreuses sous-sections de la section Caninae dans le genre Rosa. On les appelle communément églantier Rosa canina

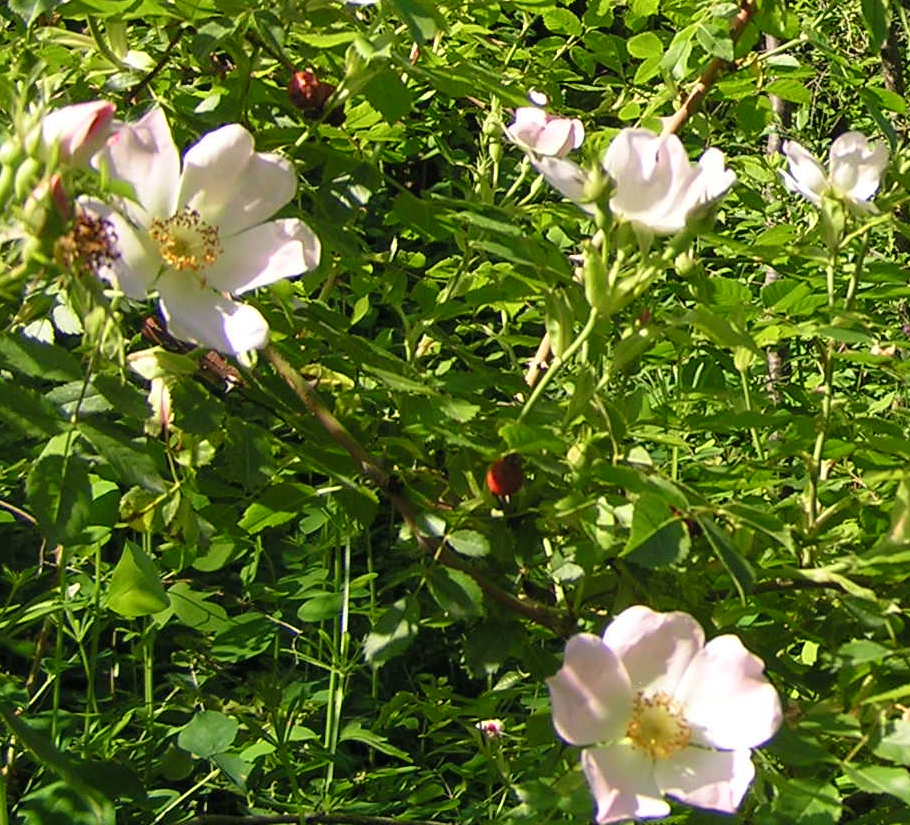
Rosa canina